# 17. század
A 17. század az 1601–1700 közötti éveket foglalja magába. Erre az időszakra esik Anglia és Hollandia felemelkedése, valamint Spanyolország és Portugália hanyatlása.
A század végén Magyarország felszabadul az Oszmán Birodalom uralma alól.

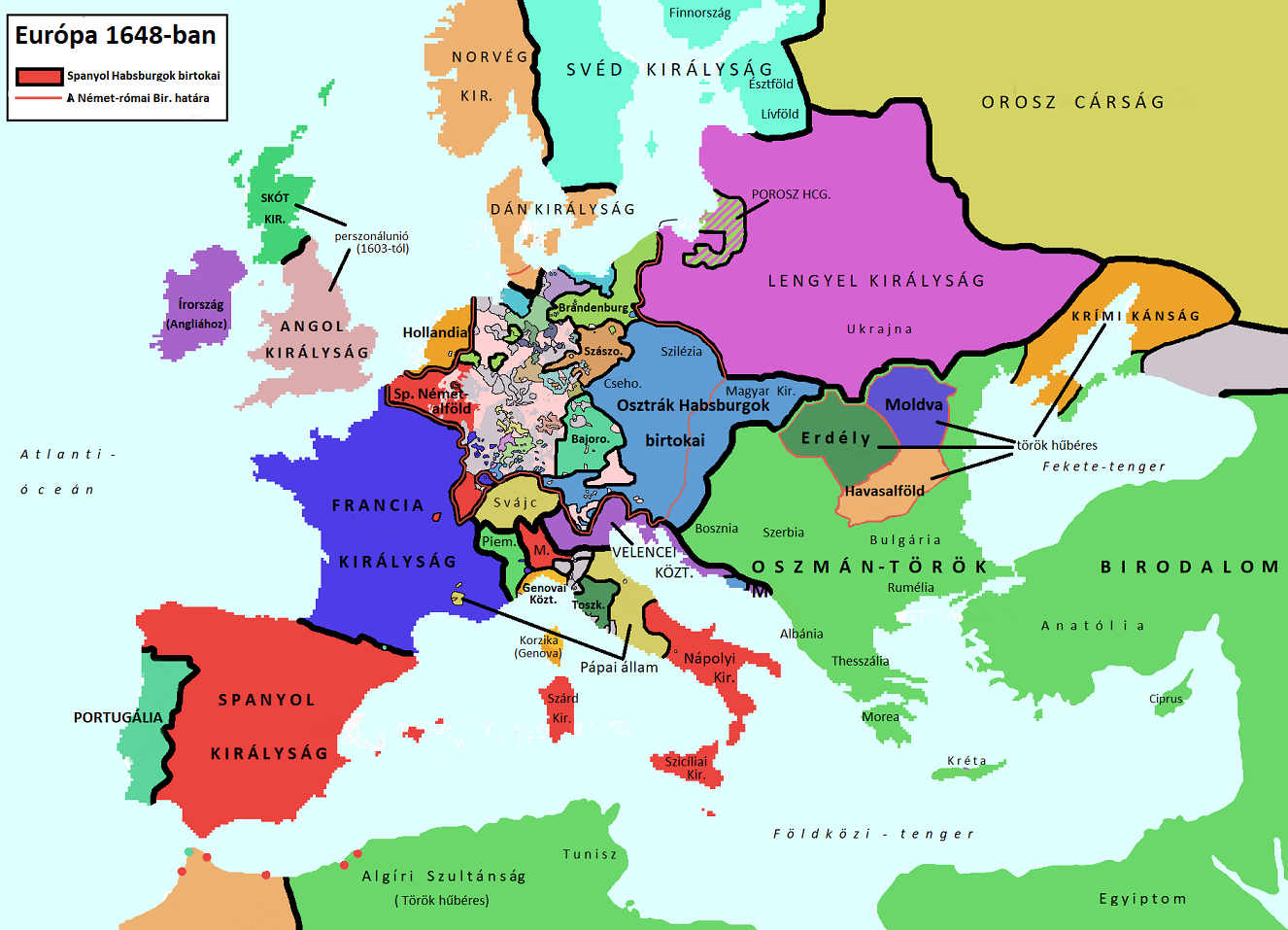
Európa 1648-ban, a 30 éves háború végén

## Események

### Európa
- Nagyobb változások a filozófia és a tudomány terén, amelyet tudományos forradalomként lehet jellemezni.
- A század elején zűrzavaros idők Oroszországban.
- 1602 – A Holland Kelet-indiai Társaság alapítása
- 1603 – Meghal I. Erzsébet angol királynő, a Tudor-ház utolsó sarja. A trónt Stuart Mária fia, VI. Jakab skót király örökli (→ akiből I. Jakab angol király lesz) – Anglia és Skócia egyesülése.
  - I. Jakab Kálvin angliai követőit, a puritánokat véresen üldözi.
- 1608 – A Protestáns Unió megalapítása – a Német-római Birodalom protestáns rendjeinek szövetsége
- 1609 – A Katolikus Liga megalapítása Bajorország vezetésével, válaszul az 1608-ban alakult Protestáns Unióra
- 1613 – A 16 éves Mihail Fjodorovics Romanov trónra ültetésével megkezdődik az 1917-ig tartó Romanov-korszak Oroszországban
- 1617–1629: Svéd–lengyel háború. A háború célja a Livónia feletti hatalom, és a kereskedelem felügyelete a Balti-tengeren.
- 1618 – A csehek, akiknek II. Rudolf 1609-ben felséglevélben biztosította a vallásszabadságot és rendi kiváltságaikat, fegyvert fognak a bécsi udvar abszolutista politikája és az ellenreformáció térhódítása ellen. A Habsburg-ellenes felkelésükkel (prágai defenesztráció) megindul a harmincéves háború, amelyet a 17. század világháborújának is emlegetnek, és Európa minden hatalmát érintette, de a fő hadszíntér Németország lett, amely lakosságnak kb. harmadát vesztette el.[1]
  - 1648: A harmincéves háború és egyben a németalföldi szabadságharc lezárásaként megkötik a vesztfáliai békét
- 1620 – A Katolikus Liga győzelme a fehérhegyi csatában
- 1620-1621: Moldvai lengyel–török háború – az Oszmán Birodalom és Lengyelország–Litvánia konfliktusa
- 1621 – Holland Nyugat-indiai Társaság megalapítása
- 1632 – A lützeni csatában a svédek legyőzik Wallenstein hadait
- 1640 – Portugáliában a spanyol uralom ellen felkelés tör ki, amely a portugál Bragança–családot (wd) juttatja trónra (→ IV. János). Az új dinasztia szoros és tartós szövetséget köt Angliával, de a politikai támogatás fejében a portugál gazdaság teljesen angol függőségbe kerül.[2]
- 1640–től: Angol polgári forradalom
  - 1642–1649 Angol polgárháború
  - 1653: Cromwell katonai puccsal szétkergeti a csonka parlamentet, új parlamenttel kísérletezik, majd azt is feloszlatja és a köztársaság életfogytiglani védnökének nyilváníttatja magát
  - II. (Stuart) Károly restaurációja
  - A dicsőséges forradalom (1688)
- 1644–1669: Kandiai háború – a Velencei Köztársaság és az Oszmán Birodalom között
- 1648–1653: A Fronde. Franciaországban politikai-katonai megmozdulás.
- 1648–1654: Kozák–lengyel háború
- 1645–1676: Alekszej orosz cár. Országát jelentősen megnöveli a lengyelek rovására.
  - A dnyeperi kozákság a lengyelek ellen a cár segítségét kéri és kimondja csatlakozását Oroszországhoz (1654).
  - A lengyel–orosz háborút (wd) (1654–1667) az andruszovói béke megkötése fejezi be: a Dnyeper bal partja, Kijev és Szmolenszk Oroszországhoz kerül, a kozákok egyelőre megtartják területi autonómiájukat.
  - Nyikon pátriárka 1653 után görög mintára megreformálja az orosz egyházat. A cár támogatásával sikerül letörnie az óhitű szakadárok (raszkolnyikok) ellenállását.
- 1652–1654: A hajózási törvény miatt kitört angol-holland háborúban az angol flotta Robert Blake vezetésével már egyenrangú ellenfele a Tromp és Ruyter vezette holland hajóhadaknak. Hollandia kénytelen a törvényt tudomásul venni.
- 1655–1660: Északi háború – Lengyelország–Litvánia és Svédország küzdelme, amelybe más államok is bekapcsolódnak
- 1658: I. Lipótot német-római császárrá koronázzák (uralkodik 1705-ig)
- 1659: A pireneusi békével véget ér az 1635 óta tartó francia–spanyol háború
- 1665–1667 – A második angol-holland háború
- 1666 – A nagy londoni tűzvész
- 1667–1668: XIV. Lajos első hódító háborúja: Belgium megszerzése a spanyoloktól; devolúciós háborúnak nevezik
  - 1668 – Az aacheni békeszerződés
- 1668: Véget ér az 1640 óta tartó portugál-spanyol háború, mellyel Portugália függetlenné válik
- 1661–1683 – Colbert, XIV. Lajos minisztere következetesen érvényesíti a merkantilizmus elméletét
- 1672 – az oszmánok elfoglalják Podóliát Lengyelországtól. Az Oszmán Birodalom, kevéssel összeomlásának kezdete előtt, eléri legnagyobb kiterjedését

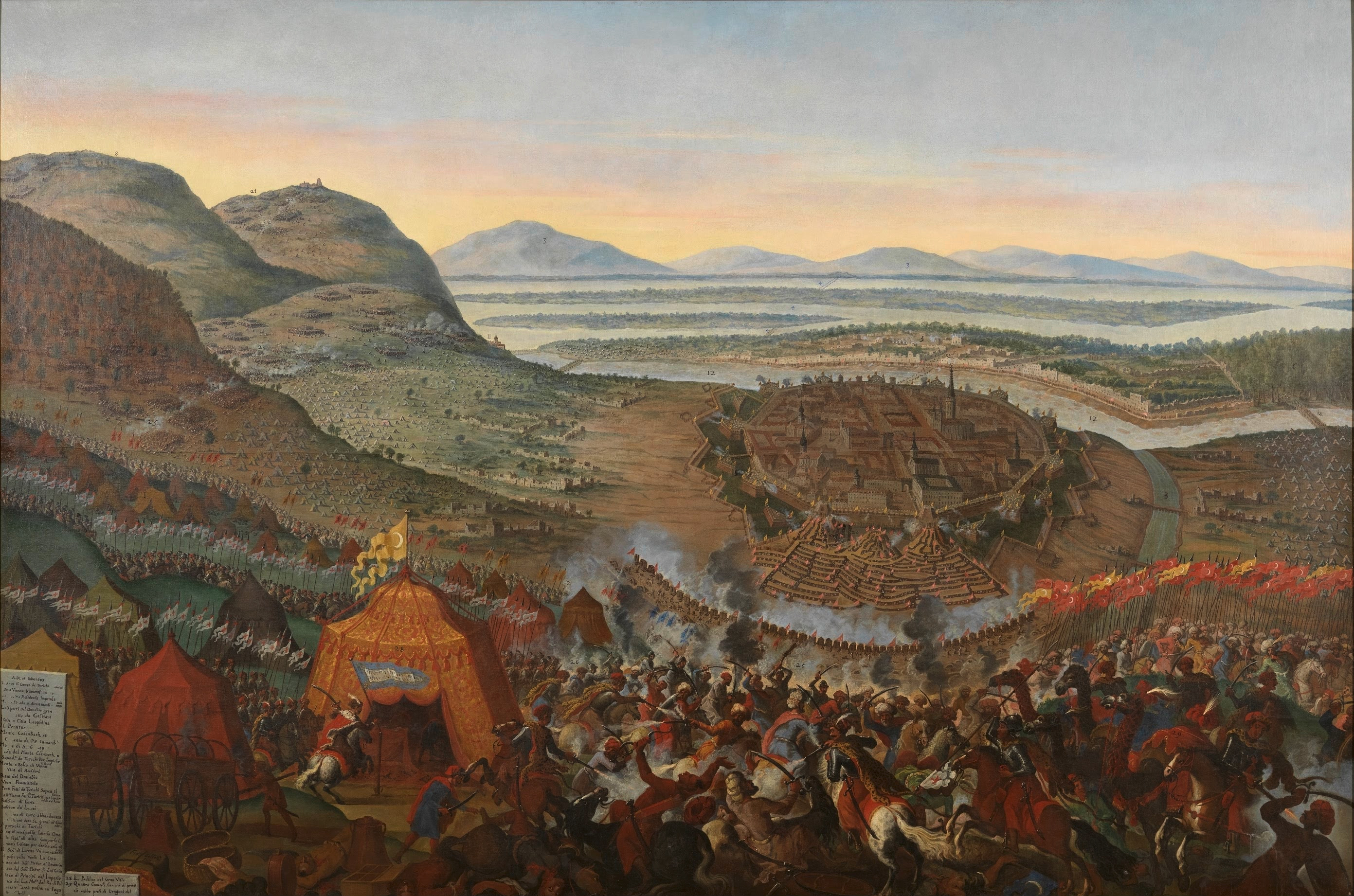
A török haderő Bécset ostromolja (1683)

- 1672–1679: A francia–holland háború
  - 1679 – A nijmegeni szerződés
- 1676–1681 – Orosz–török háború Ukrajna birtokáért
- 1681 – XIV. Lajos az ún. reuniós kamarák ítélete alapján elfoglalja a német-római birodalomtól Strasbourgot és Elzász jelentős részét
- 1683–1684: Francia–spanyol háború
- 1684 – A törökellenes Szent Liga létrehozása (ld. még: A Szent Liga háborúja)
- 1685 – XIV. Lajos a fontainebleau-i ediktummal végső csapást mért a hugenottákra. A protestánsok százezrei vándorolnak ki Hollandiába és német területre, elsősorban Poroszországba; ezzel a Colbert által fellendített francia gazdaságot súlyos csapás éri.[3]
- 1688–1697: a pfalzi örökösödési háború: XIV. Lajos hódító háborúja Pfalz megszerzésére, amelyet hadai teljesen elpusztítanak. Hatalmas francia-ellenes koalíció alakul (előzménye az augsburgi liga).

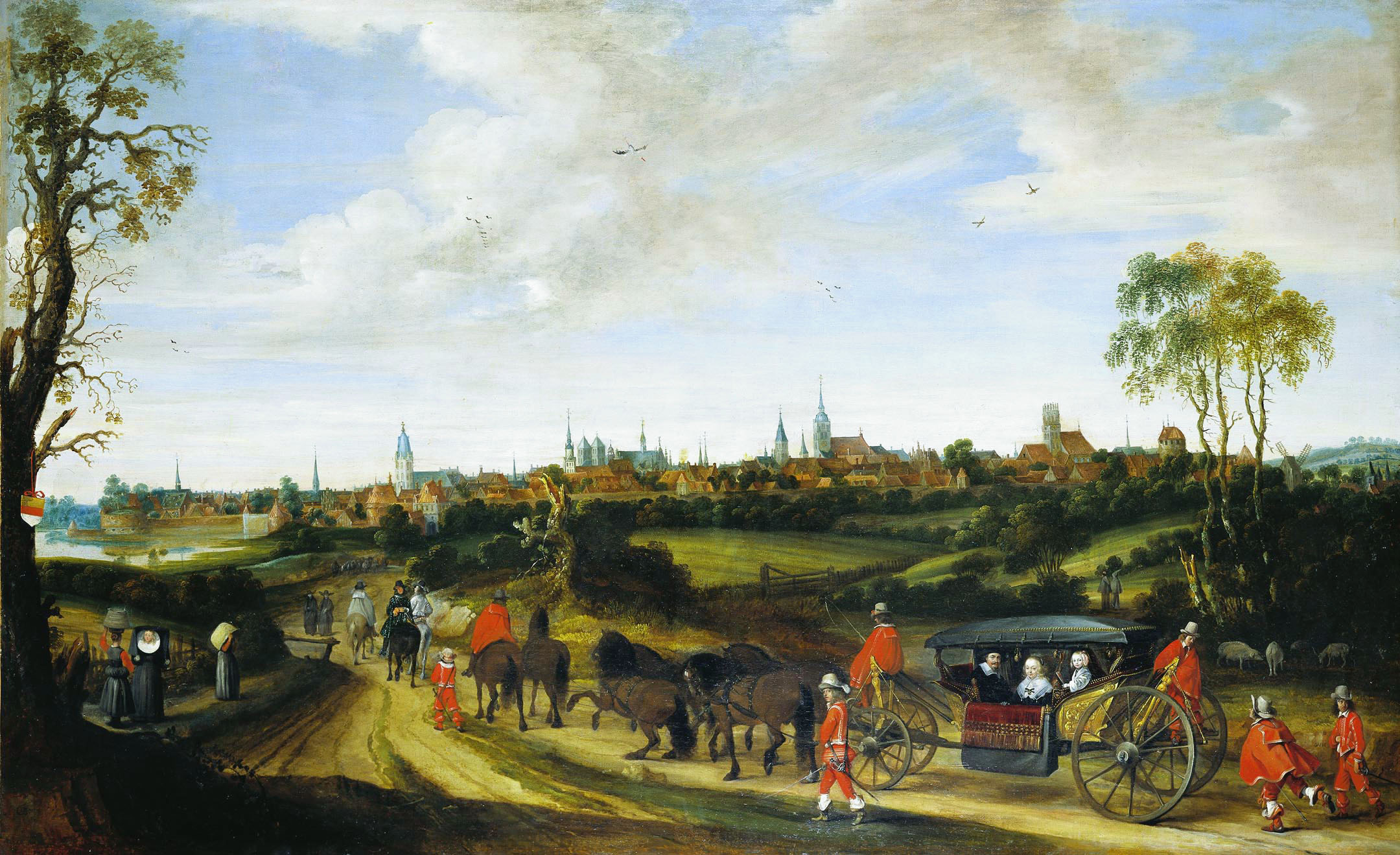
Gerard Terborch: Adriaan Pauw németalföldi előkelőség és kísérete Münsterbe érkezik (1646)

  - 1697 – A rijswijki békeszerződés

#### Kultúra, társadalom
- 1606 – Kialakult az opera műfaja. Megrendezik Rómában az első szabadtéri operaelőadást
- 1608 – Németalföldön forgalomba kerül az első csekk.
- 1687 – Isaac Newton publikálja a Principiát ("a természetfilozófia matematikai alapjai")
- 1698 – Oroszországban minden szakállas férfit adó fizetésére köteleznek
- 1700 – Berlinben a hajadon nőkre vetnek ki adót
- 1700 – Leibniznek, a kor egyik legnagyobb tudósának közreműködésével megalakul Berlinben a Tudományos Társaság, a Porosz Tudományos Akadémia elődje

### Magyarság

Bethlen Gábor fejedelemsége

- 1604 – Bocskai István hajdúkat felfogadva száll szembe a Habsburgokkal
  - 1604 Bocskai győzelmet arat Álmosd és Diószeg között a császári seregek fölött
  - 1605 végétől letelepíti a hajdúkat
  - 1606 – Megkötik a bécsi békét I. Rudolf és Bocskai között
- 1606 – A zsitvatoroki béke lezárja a tizenöt éves háborút
- 1610–11 – Erdélyi belháború
- 1612–13 – Erdélyi–török háború
- 1613–1629 – Az Erdélyi Fejedelemség aranykora Bethlen Gábor alatt

Közép-Európa 1683-ban, Magyarország felszabadítása előtt

- 1615 – A nagyszombati béke Bethlen Gábor fejedelem és II. Rudolf császár között. A császár biztosítja Erdély függetlenségét.
  - 1620 – 1621 – Bethlen Gábor Habsburg-ellenes hadjárata
  - 1622 – Bethlen Gábor a nikolsburgi békében megkap hét felső-magyarországi vármegyét
  - 1626 – Bethlen Gábor belép a Habsburg-ellenes protestáns hatalmak westminsteri szövetségébe
- 1635 – Pázmány Péter megalapítja a nagyszombati egyetemet
- 1643 – I. Rákóczi György csatlakozik a Habsburg-ellenes szövetséghez
  - 1645 – A linzi békében Rákóczi megkap hét felső-magyarországi vármegyét, valamint szabad vallásgyakorlatot a magyar korona minden alattvalójának
- 1657 – II. Rákóczi György erdélyi fejedelem – a svédekkel szövetségben – megindul seregével Lengyelország ellen, a trónra jutás reményében. Az erdélyi csapatok be is veszik Krakkót, majd II. Rákóczi György erdélyi és svéd hadak élén bevonul Varsóba. Az otthon maradt erdélyi rendek a török fenyegetés hatására II. Rákóczi Györgyöt lemondatják a trónról, helyébe Rhédey Ferencet választják.
- 1657 – I. Lipót német-római császárt Magyarország királyává koronázzák (1705-ig uralkodik)
- 1660 – Szejdi-dúlás – nagy pusztítást okozó török-tatár támadás Magyarország tiszántúli területein és Erdélyben
  - - A törökök elfoglalják Váradot (Nagyvárad)
- 1663-1664 – Habsburg–török háború
  - 1664 – A szentgotthárdi csata – A keresztény csapatok összecsapnak a törökökkel és elsöprő győzelmet aratnak
- 1664- Zrínyi Miklós téli hadjárata
- 1664 – A vasvári béke megkötése
- 1667 – A Habsburg-ellenes Wesselényi-összeesküvés
- 1678 – Thököly Imre csatlakozik a Habsburg-ellenes  felkelőkhöz
- 1683 – A császári csapatok megkezdik a törökök kiűzését
  - 1686 – Buda visszafoglalása a törököktől
  - 1687 – Nagyharsányi csata – a császári csapatok legyőzik a törököket
- 1687 – Az országgyűlés lemond az Aranybullában biztosított ellenállási jogról, valamint a királyválasztás jogáról, és elismeri a Habsburg-ház férfiágának trónöröklési jogát
- 1690 – Az önálló Erdélyi Fejedelemség felszámolása
- 1691 – A Diploma Leopoldinum elfogadása a fogarasi országgyűlésen. E hitlevél szerint intézték Erdély belügyeit több mint százötven éven át, 1848-ig.
- 1697 – Hegyaljai kuruc felkelés
- 1697 – A Savoyai Jenő vezette császári csapatok döntő győzelmet aratnak a zentai csatában a törökök felett
- 1699 – A karlócai béke megkötése. A béke az 1683–1697-es, a törököket a Magyar Királyság területéről kiűző osztrák-oszmán háborút zárta le, amely az utóbbiak vereségével zárult.

#### Kultúra
- 1635 – Pázmány Péter esztergomi érsek megalapítja a Nagyszombati Egyetemet
- 1646 – Zrínyi Miklós megírja a Szigeti veszedelmet
- 1650 – 1654 – Comenius cseh pedagógus, "a nemzetek tanítójának" tevékenysége Sárospatakon
- 1655 – Utrechtben megjelenik Apáczai Csere János Magyar encyclopaedia című műve
- 1657 – Kisdi Benedek egri megyés püspök megalapítja a kassai egyetemet

### Amerika

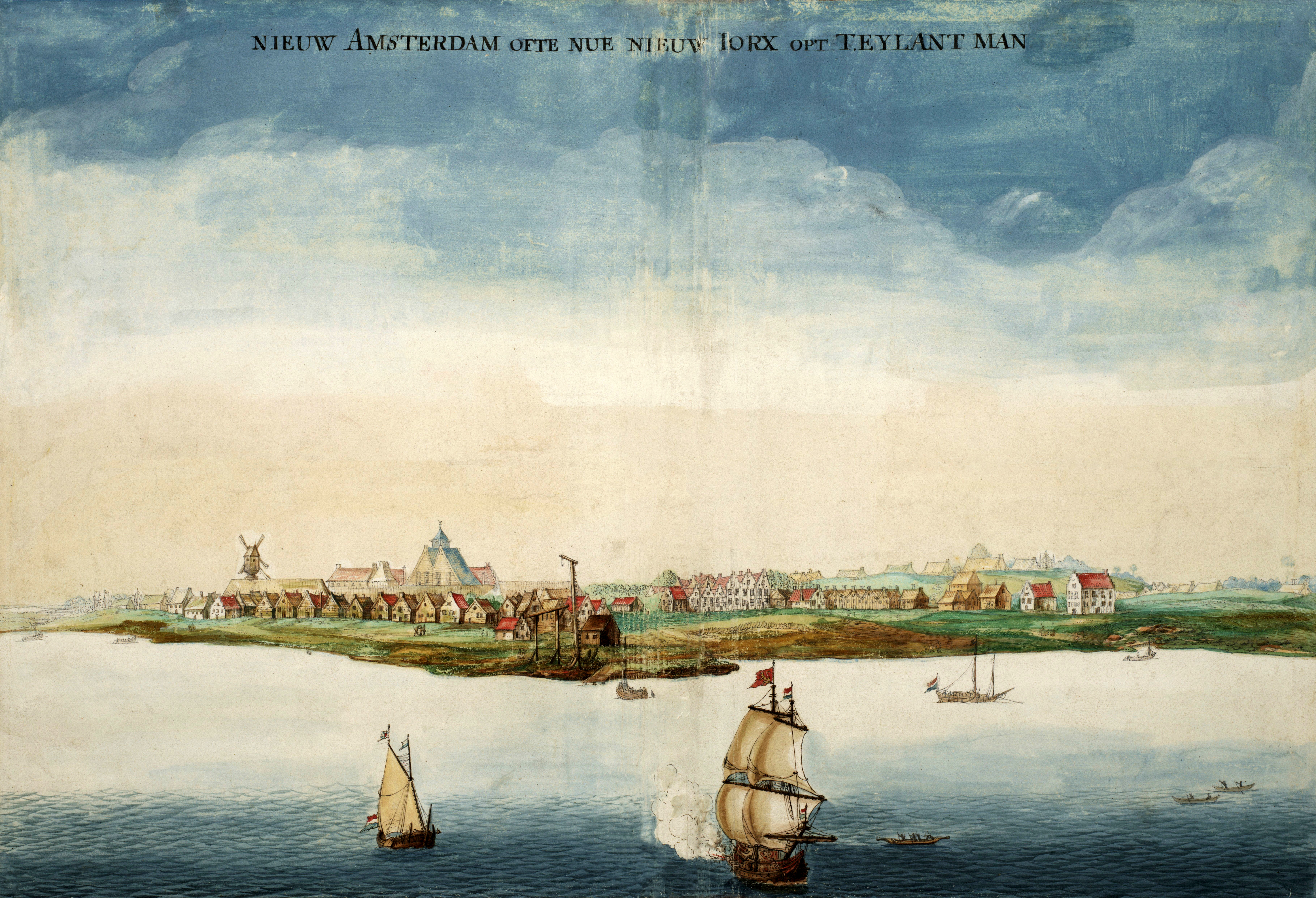
Új-Amszterdam (a későbbi New York) 1664-ben

- Holland kísérlet Brazília gyarmatosítására
- 1607 – James Fort néven az első tartós angol megtelepülés Virginiában. Megkezdődik az angol gyarmatosítás Észak-Amerikában.
- 1608 – A franciák megalapítják Québecet a Szent Lőrinc-folyó völgyében. A francia gyarmatosítás kezdete Észak-Amerikában.
- 1621 – Holland Nyugat-indiai Társaság megalapítása
- 1626 – A hollandok megalapítják Új-Amszterdamot (New Yorkot)
- 1630 – Az angol puritánok megalapítják Bostont
- 1664 – York hercege elfoglalja a holland birtokokat: Manhattan szigetét és a Hudson völgyét
- 1682 – A Mississippi folyásának alsó völgye francia birtok, amelyet az uralkodó tiszteletére Louisianának neveznek el
- 1682-1683 – Az angol uralkodó engedélyével a kvéker William Penn megalapítja Philadelphiát

### Ázsia, Óceánia

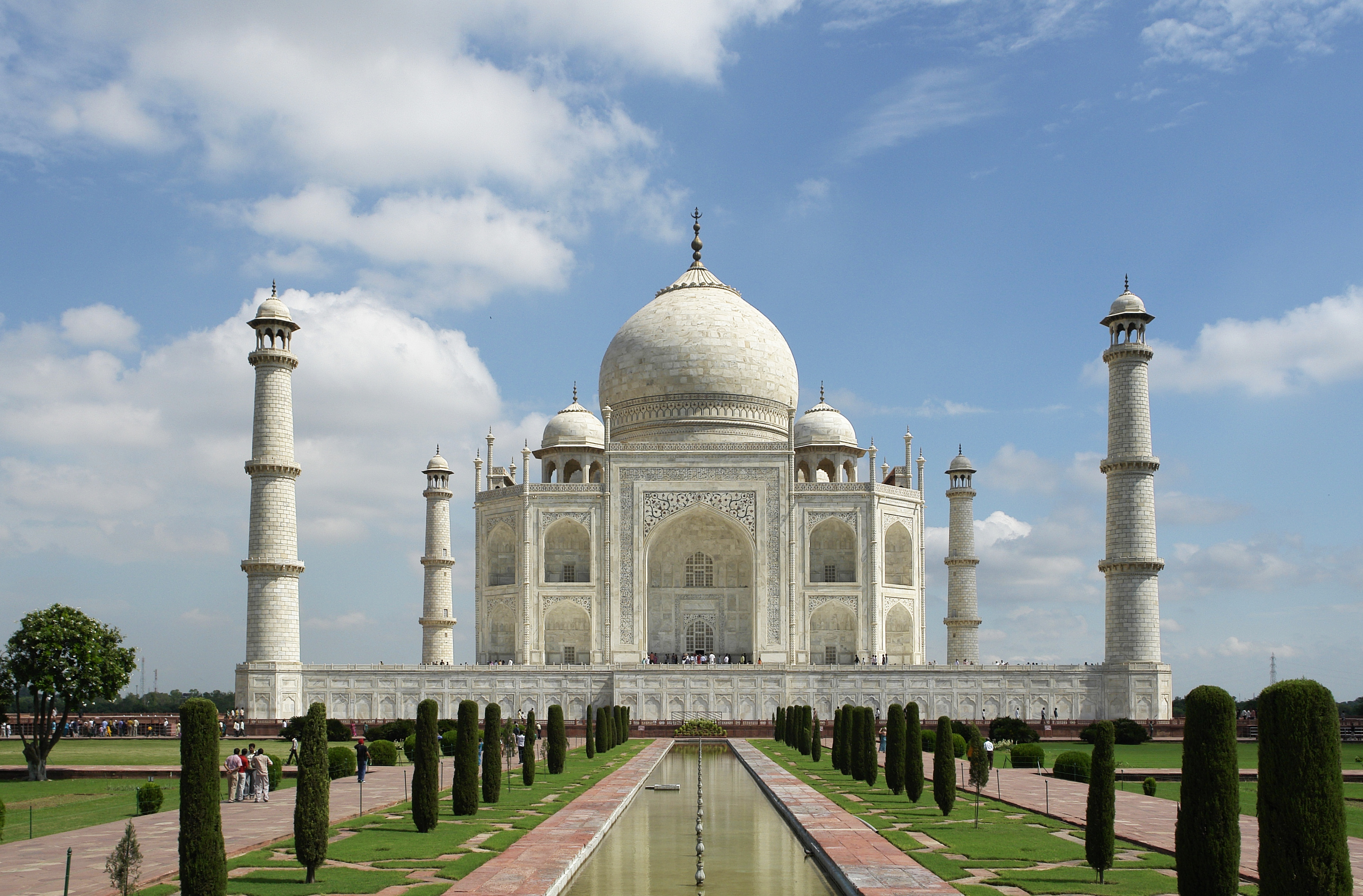
A 17. században épített Tádzs Mahal (India)

- 1602 – A Holland Kelet-indiai Társaság alapítása
- 1603 – Japánban a Tokugava Iejaszu magához ragadta a hatalmat, és megalapítja a Tokugava-sógunátust, amely 1868-ig hatalmon maradt
  - A század első felében Japán elzárkózik a Nyugattól
- 1640 körül – Koreában a "zárt kapuk politikájának" kezdete
- 1642–1644 – A. J. Tasman holland hajós felfedezi Tasmaniát, Új-Zélandot, a Tonga- és Fidzsi-szigeteket
- 1644 – Kínában parasztfelkelések sorozata megdönti a Ming-dinasztia uralmát
  - Pekinget a mandzsuk foglalják el, és 1681-ig egész Kínát egyesítik uralmuk alatt

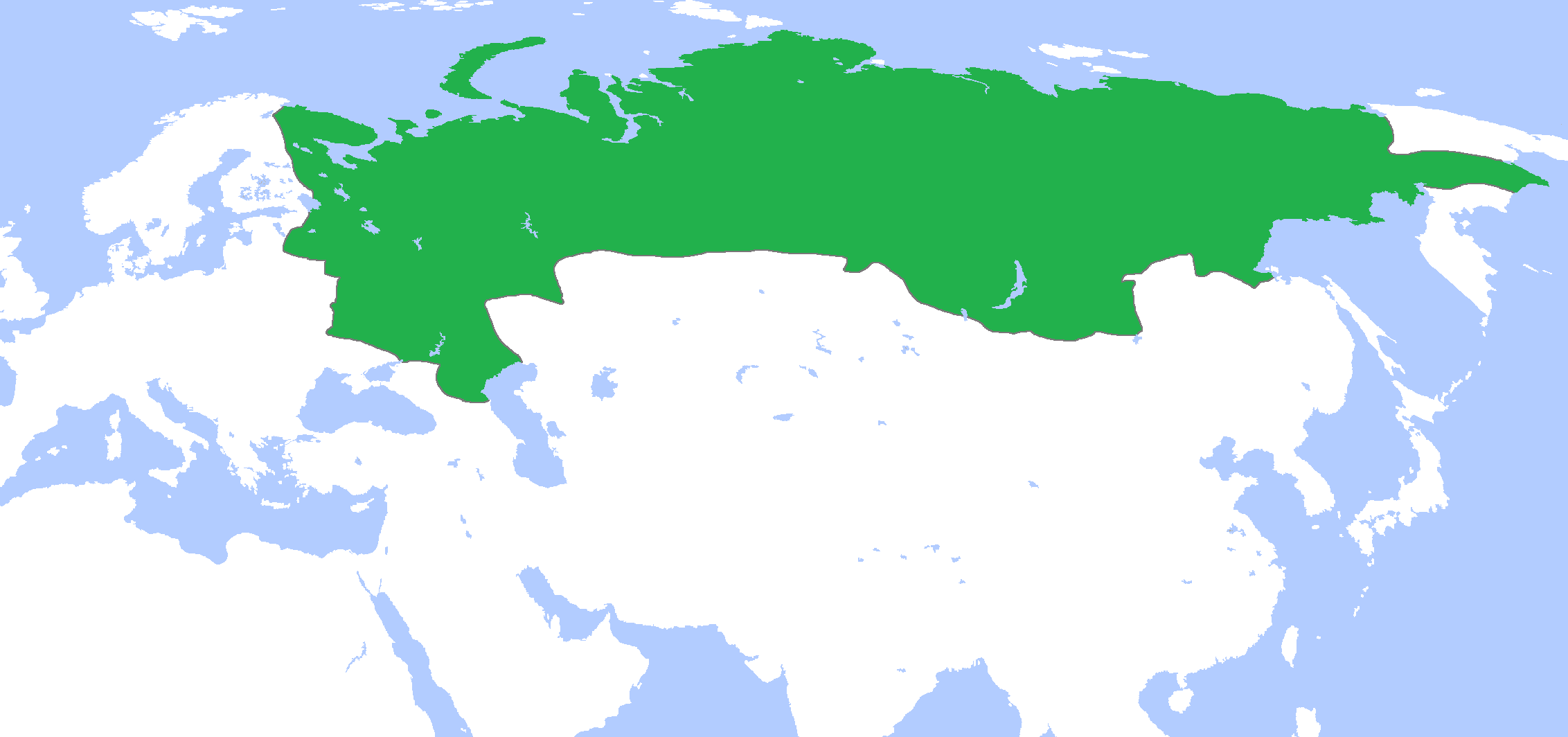
Az Orosz Cárság birodalma 1700 körül

- 1647 – Indiában elkészül a Tádzs Mahal, „a paloták koronája”
- 1648 – Szibéria az orosz cár adófizetője lesz
- 1656–1661 – Mehmed Köprülü nagyvezír átmenetileg újra ütőképessé teszi az oszmán birodalmat a korrupció megfékezésével és a hadsereg fegyelmének helyreállításával.
- 1661 – Mumbai (Bombay) az angolok kezére kerül
- 1658–1707 – Aurangzeb, az indiai mogul császárság utolsó nagy uralkodója
- 1674 – A franciák kereskedelmi telepet hoznak létre Indiában

### Afrika
- 1621 – Holland Nyugat-indiai Társaság megalapítása
- 1652 – Kaapstadt holland gyarmat alapítása Dél-Afrikában

## Vallás
- 1640 – Jansenius  németalföldi katolikus teológus Augustinus c. posztumusz munkája elindítja a janzenizmus vallási mozgalmát.

## Találmányok, felfedezések
- A 16-17. század fordulója: mikroszkóp és a teleszkóp.
- Mechanikus számológép építése (Pascal).
- William Harvey felfedezi a vérkeringést
- Anton van Leeuwenhoek felfedezi a mikrobákat
- Johannes Kepler felfedezi a bolygómozgás törvényeit
- Galilei természettudós védelmébe veszi Kopernikusznak a római egyház által 1616-ban index-re helyezett tanítását. (1633-ban az inkvizíció tanai visszavonására kényszeríti.)
- Az ingaóra feltalálása.
- A barométer, a gőzkukta feltalálása.
- Denis Papin elsőként szerkeszti meg a dugattyús gőzgépet (1690)
- Az ágyú és a lőpor technológiájának fejlődése.
- A fénysebesség első megmérése (1676)

## Híres személyek

### Magyarok
- Bocskai István magyar államférfi, hadvezér, 1605-1606 között Erdély fejedelme (1557–1606)
- Bethlen Gábor erdélyi fejedelem, magyar király (1580–1629)
- Pázmány Péter esztergomi érsek, bíboros, a magyarországi ellenreformáció vezető alakja (1570–1637)
- I. Rákóczi György erdélyi fejedelem  (1593–1648)
- II. Rákóczi György erdélyi fejedelem (1621–1660)
- Apáczai Csere János teológus, a magyar művelődés úttörője, az első magyar enciklopédista (1625–1659)
- Zrínyi Miklós, magyar író, költő és hadvezér (1620–1664)
- Thököly Imre magyar főnemes, kuruc hadvezér, 1682–1685 között felső-magyarországi fejedelem, majd 1690-ben Erdély megválasztott fejedelme (élt: 1657– 1705)

### Külföldiek

#### Művészek
- Miguel de Cervantes, spanyol író 1547–1616
- Lope de Vega, spanyol drámaíró 1562–1635
- Antonio Stradivari, híres olasz hegedűkészítő 1644–1737
- William Shakespeare, angol író, költő 1564–1616
- Claudio Monteverdi, olasz zeneszerző 1567–1643
- Rubens, flamand festő 1577–1640
- Anthony Van Dyck, holland származású angol festő 1599–1641
- Rembrandt, holland festő 1606–1669
- John Milton, angol író 1608–1674
- Molière, francia drámaíró 1622–1673

#### Egyéb
- Francis Bacon, angol filozófus 1561–1626
- Johannes Kepler német csillagász (1571–1630)
- Galileo Galilei, olasz tudós 1564–1642
- William Harvey, angol orvos 1578–1657
- Thomas Hobbes, angol filozófus 1588–1679
- Comenius, cseh pedagógus és író 1592–1670
- Descartes (Cartesius), francia filozófus és matematikus 1596–1650
- Blaise Pascal, francia teológus, matematikus és fizikus 1623–1662
- Spinoza, holland filozófus 1632–1677
- John Locke, angol filozófus 1632–1704
- Gottfried Leibniz, német filozófus és matematikus 1646–1716
- Anton van Leeuwenhoek, holland biológus 1632–1723
- Isaac Newton, angol fizikus és matematikus 1642–1727

## Évek és évtizedek
Megjegyzés: A 17. század előtti és utáni évek dőlt betűvel írva.
| 1590-es évek | 1590 | 1591 | 1592 | 1593 | 1594 | 1595 | 1596 | 1597 | 1598 | 1599 |
| 1600-as évek | 1600 | 1601 | 1602 | 1603 | 1604 | 1605 | 1606 | 1607 | 1608 | 1609 |
| 1610-es évek | 1610 | 1611 | 1612 | 1613 | 1614 | 1615 | 1616 | 1617 | 1618 | 1619 |
| 1620-as évek | 1620 | 1621 | 1622 | 1623 | 1624 | 1625 | 1626 | 1627 | 1628 | 1629 |
| 1630-as évek | 1630 | 1631 | 1632 | 1633 | 1634 | 1635 | 1636 | 1637 | 1638 | 1639 |
| 1640-es évek | 1640 | 1641 | 1642 | 1643 | 1644 | 1645 | 1646 | 1647 | 1648 | 1649 |
| 1650-es évek | 1650 | 1651 | 1652 | 1653 | 1654 | 1655 | 1656 | 1657 | 1658 | 1659 |
| 1660-as évek | 1660 | 1661 | 1662 | 1663 | 1664 | 1665 | 1666 | 1667 | 1668 | 1669 |
| 1670-es évek | 1670 | 1671 | 1672 | 1673 | 1674 | 1675 | 1676 | 1677 | 1678 | 1679 |
| 1680-as évek | 1680 | 1681 | 1682 | 1683 | 1684 | 1685 | 1686 | 1687 | 1688 | 1689 |
| 1690-es évek | 1690 | 1691 | 1692 | 1693 | 1694 | 1695 | 1696 | 1697 | 1698 | 1699 |
| 1700-as évek | 1700 | 1701 | 1702 | 1703 | 1704 | 1705 | 1706 | 1707 | 1708 | 1709 |